# Niederau
Niederau je obec v německé spolkové zemi Sasko. Nachází se v zemském okrese Míšeň a má přibližně 4 100 obyvatel.

## Poloha obce
Sousední obce jsou: Diera-Zehren, Ebersbach, Míšeň, Moritzburg, Priestewitz a Weinböhla